# Caccia al leopardo
Caccia al leopardo è un documentario muto italiano del 1908 diretto da Roberto Omegna.

## Trama
Le riprese del documentario furono effettuate nel Setit, presso Cheren, in Eritrea.